# Tzufit Grant
Tzufit Grant est une actrice et animatrice de télévision israélienne née à Petah Tikva le 13 novembre 1964. Elle a présenté l'émission Milkshake à la télévision israélienne. Elle est divorcée de l'entraineur israélien Avram Grant.